# Pio Soli
Pio Soli (Castelnuovo Scrivia, 1847 – Sanremo, 21 maggio 1906) è stato un architetto italiano. Operò soprattutto nella città di Sanremo, progettando numerose delle eleganti ville che ancora oggi contraddistinguono la città dei fiori.

## Biografia
Originario di Castelnuovo Scrivia, dove nacque il 22 marzo 1847 da Antonio e da Maria Corni, giunse a Sanremo nelle vesti di architetto di fiducia di Giovanni Marsaglia.
La sua prima opera approntata in quel di Sanremo fu l'Hotel Bellevue, ubicato sul corso Imperatrice di lì a poco abbattuto per fare spazio alla monumentale villa della dinastia Marsaglia il cui sindaco di allora, Giovanni Marsaglia fu appunto colui che lo fece giungere a Sanremo.
La particolarità della maggior parte delle costruzioni eseguite furono a doppio corpo, uno esteso in orizzontale, l'altro verticale a mo' di torre abitabile. Lo stile impresso a tale opere era di quello neomedioevale, rinascimentale, neorococò. 
Soli fu seguace dell'architetto francese Charles Garnier che operava da tempo nella vicina città delle palme Bordighera.
Il comune di Sanremo gli affidò, nell'anno 1906 la soprintendenza ai collaudi dell'edificio e delle strutture dell'attuale Casinò Municipale di Sanremo opera dell'architetto francese Eugène Ferret. 
Morì a Sanremo ove è sepolto al Cimitero Monumentale della Foce.

## Opere
Le sue opere principali furono:
- Hotel Bellevue (1873-1874)
- Villa Mi Sol (1878-1880)
- Progetto per un Casinò-kursaal (1880)
- Castello Marsaglia (1882)
- Villa Thiem, oggi Villa Virginia (1883-1885)
- Villa Fiorentina (1884)
- Presbiterian Church (1885)
- Stabilimento per i bagni di mare (1886-1887)
- Tomba Roverizio (1890)
- Ristrutturazione di Villa Nobel (1892)
- Villa Bel Respiro (1893)
- Villa Stefania (1896)
- Villa Maria Joseph (1898)
- Villa del Sole (1898)
- Progetto per la tomba di Giovanni Marsaglia (1901)